# Odontomantis euphrosyne
Odontomantis euphrosyne es una especie de mantis de la familia Hymenopodidae.

## Distribución geográfica
Se encuentra en Filipinas.